# SpaceShipTwo

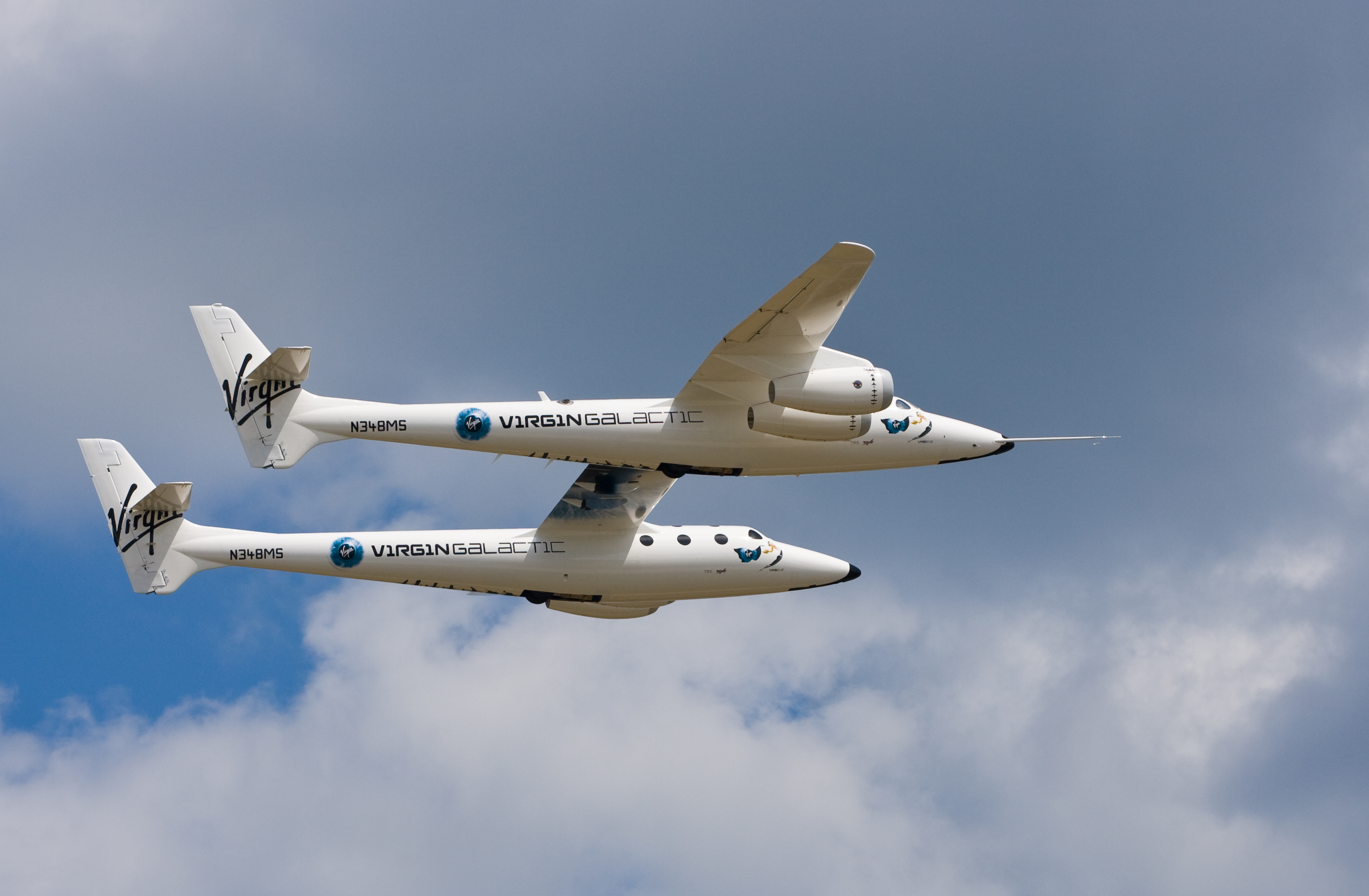
Draagvliegtuig White Knight Two Eve

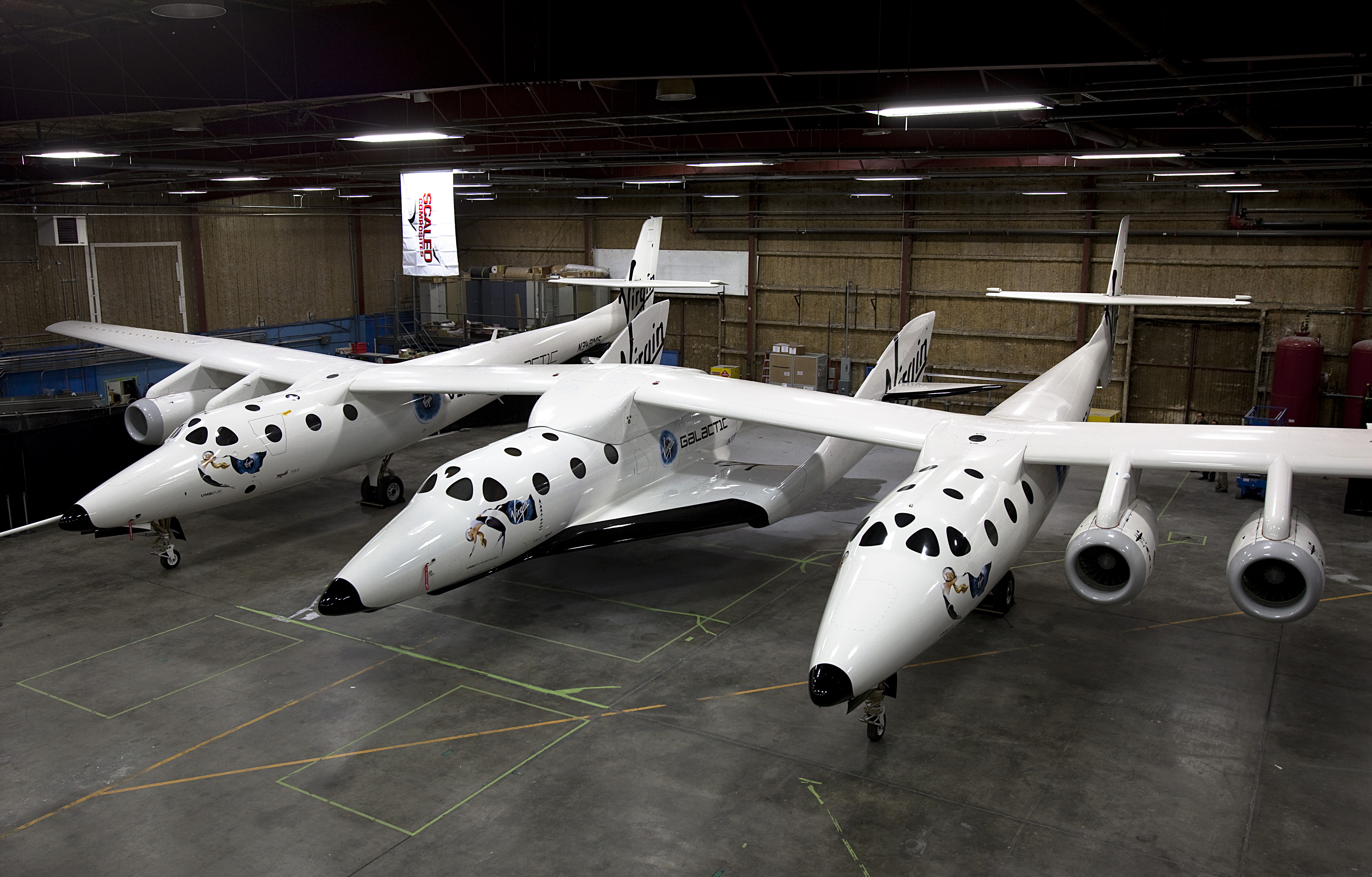
SpaceShipTwo VSS Enterprise, onder het moederschip Eve, tot nog toe het enige draagvliegtuig van het type White Knight Two in een hangar in Mojave, USA.

SpaceShipTwo was een type commercieel ruimtevaartuig dat voor suborbitale ruimtevluchten werd ontwikkeld door "The Spaceship Company", een bedrijf dat werd opgericht als joint-venture van Virgin Galactic en Scaled Composites en sinds 2012 volledig in handen is van Virgin Galactic dat deze ruimtevaartuigen uitbaat. Sinds 2021 is The Spaceship Company integraal onderdeel van Virgin Galactic. Het originele einddoel was het opzetten van een commercieel ruimtevaartbedrijf met vijf van dergelijke toestellen, vanaf eind 2011. Sinds eind 2018 zijn enkele vluchten tot een hoogte van meer dan 80 kilometer gemaakt. Op 29 juni 2023 bracht Virgin Galactic hun eerste betalende klanten naar de rand van de ruimte (volgens de militaire definitie, op een hoogte van 50 Engelse mijl, ruim 80 km). Op 8 juni 2024 werd de laatste vlucht met dit type ruimtevaartuig gemaakt. Virgin Galactic werkt aan een sterk verbeterde opvolger.

## Techniek
Bij de ontwikkeling van SpaceShipTwo werd voortgebouwd op de ervaring die is opgedaan met SpaceShipOne, waarmee in 2004 drie succesvolle vluchten werden gemaakt tot 100 km hoogte.
Ontwerper Burt Rutan meldde dat SpaceShipTwo werd ontworpen om een hoogte van circa 140 km te kunnen halen. Het toestel wordt door een, eveneens nieuw te ontwerpen, draagvliegtuig (White Knight Two), op de lanceerhoogte van 15 km gebracht. Na de lancering wordt een hybride raketmotor gestart. Deze werkt op vaste brandstof en lachgas (N2O) als oxidator. De maximumsnelheid tijdens de klim is ca. mach 3. Voortbordurend op de goede ervaring die bij SpaceShipOne werd opgedaan wordt bij de daling het draagvlak zodanig gekanteld ten opzichte van de romp dat voldoende luchtwrijving wordt opgewekt om de snelheid enigszins geleidelijk terug te brengen tot aerodynamisch acceptabele waarde zonder dat de huid door de warmte van de atmosferische compressie te heet wordt. Deze fase heet feathered flight.
De romp heeft een diameter van ca. 2 meter en is voorzien van zitplaatsen voor 6 betalende passagiers en 2 piloten. De passagiersstoelen zijn kantelbaar ontworpen om de versnellingskrachten gerieflijker te kunnen opvangen. 

## Kosten
Met de bouw van ieder SpaceShipTwo is 30 tot 35 miljoen dollar gemoeid. De ruimtetuigen zijn ontwikkeld voor een levensduur van minstens tien jaar bij vijftig vluchten per jaar. De RocketMotorTwo die voor elke vlucht moet worden vervangen kost anno 2020 250.000 tot 275.000 dollar, maar Virgin Galactic verwacht dat dat bedrag in de toekomst lager wordt.

## Het commerciële aspect
De prijs die de eerste betalende passagiers zullen betalen is $200.000 per vlucht. De totale vluchtduur, inclusief het op lanceerhoogte brengen, zal 2,5 uur bedragen. Er zijn – zeer voorlopige – plannen voor de aanleg van voor dit doel geschikte vliegvelden in o.a. Zweden, Saoedi-Arabië en Engeland. Een en ander hangt af van het succes van de eerste "ruimtehavens" in de Mojavewoestijn (VS) en New Mexico.
SpaceShipTwo is ook toegevoegd aan NASA’s Flight Opportunities Program waarmee NASA onder meer suborbitale vluchten voor experimenten boekt. Op 15 oktober 2020 maakte NASA en Southwest Research Institute bekend dat Alan Stern (bekend van de New Horizons missie) aan boord van een SpaceShipTwo een experiment zal uitvoeren.

## Testvluchten
Op 26 juli 2007 vond op de Mojave Air and Space Port (waar SpaceShip Two’s worden gebouwd en vanwaar alle testvluchten plaatsvinden) een explosie plaats bij een testvulling van de N2O-tank. Hierbij kwamen drie medewerkers van Scaled Composites om het leven en raakten enkele anderen gewond. Dit had gevolgen voor het tempo waarin SpaceShipTwo vorm kreeg. Op 22 maart 2010 werd een eerste testvlucht uitgevoerd waarbij SpaceshipTwo onder de vleugels van het moederschip White Knight Two de lucht in ging. De vlucht duurde een paar minuten, SpaceShipTwo kwam tijdens deze vlucht niet los van het moederschip. Virgin Galactic noemde de testvlucht een succes.
Op 10 oktober 2010 maakte Virgin Galactic bekend dat haar prototype ruimteschip, de VSS Enterprise, een geslaagde eerste testvlucht had uitgevoerd. Virgin Galactic wil in de toekomst met dit soort ruimteschepen voor een prijs van $200.000 ruimtetoeristen buiten de dampkring gaan vervoeren.
Op 31 oktober 2014 stortte SpaceShipTwo VSS Enterprise neer tijdens een testvlucht boven Californië. Het toestel had twee piloten aan boord. Een van hen overleefde het ongeluk niet. De andere piloot raakte zwaargewond. Het was de vierde aangedreven vlucht van het toestel. Het draagvliegtuig is wel behouden geland. Het ongeluk kwam in de Amerikaanse ruimtevaartindustrie extra hard aan doordat slechts drie dagen daarvoor een onbemande Antares raket was geëxplodeerd.
Het ongeluk gebeurde doordat de "feathering device", de staartvleugels die tijdens de terugkeer in de atmosfeer 90 graden omhoogklappen, al enkele seconden na het laten ontbranden van de raketmotor opklapte en dwars op de richting waarin op dat moment de raketmotor het voertuig voortstuwde kwam te staan. Dat gebeurde op een hoogte waar de luchtdichtheid te hoog was zodat het toestel desintegreerde. 
Eind 2016 werd de eerste glijvlucht (VSS Unity GF-01) uitgevoerd met het nieuwe SpaceShipTwo-2 dat VSS Unity werd gedoopt. Op 5 april 2018 werd met succes de eerste door de raketmotor aangedreven testvlucht met de VSS Unity uitgevoerd waarbij een hoogte van ruim 25 kilometer werd bereikt. Een SpaceShipTwo-3 en SpaceShipTwo-4 zijn in aanbouw.
Op 29 mei 2018 werd op de tweede door de raketmotor aangedreven testvlucht (VSS Unity PF-02) van de VSS Unity een hoogte van bijna 35 kilometer gehaald. Branson meldde dat hij verwacht nog twee of drie testvluchten uit te voeren tot ze de ruimte bereiken. Virgin Galactic rekent 264.000 voet (50 Engelse mijl, ruim 80 km) als grens van de ruimte.
Op 13 december 2018 maakte de VSS Unity zijn vierde aangedreven testvlucht (VSS Unity VP-03). Deze overschreed de door Virgin Galactic gehanteerde grens van de ruimte (50 mijl) en haalde een maximum hoogte van 82,7 kilometer. De VSS Unity bereikte een snelheid van mach 2,9 en had naast de twee testpiloten ook vier suborbitale experimenten van NASA aan boord.
De daarop volgende testvlucht (VSS Unity VF-01) op 22 februari 2019 bereikte een snelheid van mach 3,0 en vervolgens een hoogte van 89,9 kilometer. Ook werd op deze vlucht voor het eerst met een passagier de ruimte bereikt. De passagier die als test meeging was Virgin Galactic’s astronauten-instructeur Beth Moses.
De  volgende testvlucht was op 12 december 2020 en is de eerste vlucht vanuit Spaceport America. De vlucht werd echter een seconde na het starten van de hoofdmotor afgebroken. De VSS Unity kon veilig naar de landingsbaan terug komen. De oorzaak werd nog diezelfde dag duidelijk; een contact van een boordcomputer van VSS Unity was losgeraakt. Op 22 mei 2021 werd de eerste ruimtevlucht vanaf Spaceport America alsnog uitgevoerd. Het is de bedoeling dat er nog drie testvluchten vanaf die ruimtehaven volgen.

## Vlucht Unity 22
In juni 2021 kondigde Jeff Bezos, miljardair en eigenaar van concurrent Blue Origin aan dat hij op 20 juli zou deelnemen aan de eerste bemande suborbitale vlucht van een New Shepard. Richard Branson, eigenaar van Virgin Galactic besloot daarop dat hij op 11 juli aan boord van zijn SpaceShip Two Unity naar de ruimte zou reizen op de eerste ruimtetoeristische vlucht van een SpaceShip Two. Naast twee piloten waren er vier passagiers aan boord waaronder Branson zelf, er werd een hoogte van 86 kilometer gehaald.

## Vlucht Galactic 01
Op 29 juni 2023 bracht voerde Virgin Galactic zijn eerste betalende klanten naar de rand van de ruimte. Aan boord waren drie commerciële Italiaanse astronauten die tijdens de vlucht de uitvoering van 13 op de planning hadden. Dit was de elfde vlucht ruimtevlucht van VSS Unity.

## Gebouwde SpaceShip Two’s
| naam              | registratie | eerste actieve vlucht | eerste vlucht boven 50 mijl | Bijzonderheden |
| ----------------- | ----------- | --------------------- | --------------------------- | --- |
| VSS Enterprise    | N339SS      | 29 April 2013         | -                           | verongelukt op 31 oktober 2014                                                                                       |
| VSS Unity         | N202VG      | 5 April 2018          | 13 december 2018            | Na 17 vluchten waarvan 7 missionair buiten gebruik gesteld. Laatste vlucht was op 8 juni 2024                        |
| naam nog onbekend | -           | -                     | -                           | begin 2020 op zijn wielen geplaatst, wordt waarschijnlijk niet afgebouwd wegens introductie verbeterde "Delta Class" |

## Opvolger
Nog voor SpaceShipTwo zijn eerste betalende passagiers vloog werd op 30 maart 2021 een afgebouwde opvolger genaamd SpaceShip III ceremonieel de hangar uitgerold. SpaceShip III heeft dezelfde vorm, maar is van andere materialen gebouwd, waardoor deze goedkoper en lichter is en een stoel meer aan boord kan hebben. Ook heeft SpaceShip III veel minder intensief onderhoud nodig. Toentertijd werd de verwachting uitgesproken dat SpaceShip III snel zijn eerste testvlucht zou maken. Er zouden ook weinig testvluchten nodig zijn want de aërodynamica, besturing en voortstuwing was identiek aan die van SpaceShipTwo en had zich reeds bewezen. Het testprogramma werd voor zover bekend niet opgestart.
Anno 2024 gebruikt Virgin Galactic de naam Delta Class voor de opvolger van SpaceShipTwo. Het is een verdere doorontwikkeling van het concept van SpaceShip III is. Zo zijn de Delta Class-schepen gemakkelijk te demonteren; de complete vleugel-sectie en de feather-staart zijn aparte units die snel zijn te vervangen. Het aantal passagiers is naar zes opgeschroefd was inhoudt dat er inclusief twee piloten tot acht nensen aan boord kunnen. Een Delta Class schip moet twee vluchten per week kunnen maken. Met een SpaceShipTwo was dat maximaal één keer per maand.

## Concurrentie
Ook de New Shepard van Blue Origin is een suborbitaal ruimtetuig dat is ontwikkeld voor ruimtevaarttoeristen. Dit ruimteschip dat vanaf de grond wordt gelanceerd zou in de loop van 2019 zijn eerste bemande vlucht hebben moeten maken en wordt gezien als de belangrijkste concurrent voor SpaceShipTwo. De New Shepard brengt zijn passagiers tot voorbij de Kármánlijn. Dat is zo’n 20 kilometer hoger dan SpaceShip Two. Verder wordt er rekening mee gehouden dat SpaceX' Dragon 2 en Sierra Nevada Corporations Dream Chaser voor orbitaal ruimtetoerisme ingezet zullen worden. Ook Blue Origins nog te ontwikkelen New Glenn zou dat doel moeten gaan dienen. Lange tijd was ook de Lynx van XCOR Aerospace in ontwikkeling voor vluchten die vergelijkbaar moesten zijn met die van SpaceShipTwo. Die ontwikkeling werd echter in 2016 stopgezet en een jaar later ging XCOR failliet.